# メルト・ギュノク
メルト・ギュノク（Mert Günok 、1989年3月1日 - ）は、トルコ・カラビュック出身のプロサッカー選手。スュペル・リグ・ベシクタシュ所属。トルコ代表。ポジションはGK。

## 経歴

### クラブ
コジャエリスポルでのプレーを経て、2001年にフェネルバフチェSKのアカデミーに加入。2009-10シーズンに最初のプロ契約を締結した。
2010年1月18日、テュルキエ・クパスのアンタルヤスポル戦でトップチームデビューを果たした。8月15日のアンタルヤスポル戦で、負傷したヴォルカン・ババジャンとの交代で途中出場しリーグ戦初出場を果たした。2014-15シーズン終了後、契約満了によりフェネルバフチェを退団。
2015年6月22日、ブルサスポルと3年契約を結んだ。
2017年7月31日、イスタンブール・バシャクシェヒルFKに移籍。

### 代表
2012年5月25日のジョージア戦でトルコ代表デビュー。
2021年5月、UEFA EURO 2020参加メンバーに選出された。

## タイトル
フェネルバフチェ
- スュペル・リグ (2): 2010–11, 2013–14
- テュルキエ・クパス (2): 2011–12, 2012–13
- TFFスュペル・クパ (2): 2009, 2014

バシャクシェヒル
- スュペル・リグ (1): 2019–20[9]